# Leptostylus metallicus
Leptostylus metallicus là một loài bọ cánh cứng trong họ Cerambycidae.